# Maariv

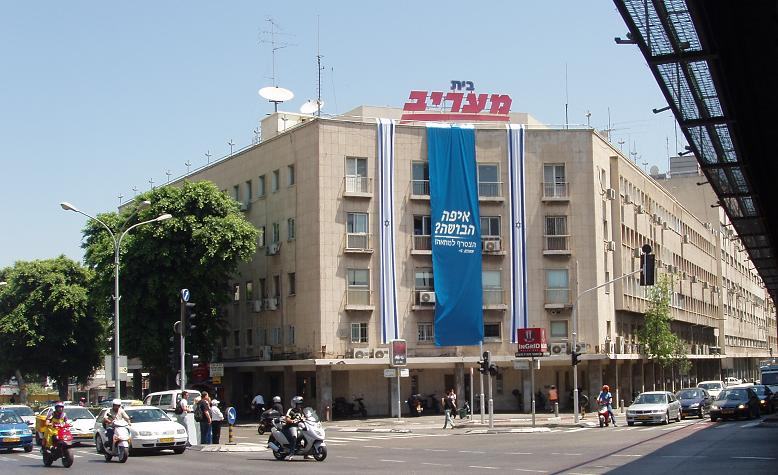
Het Maarivgebouw in Tel Aviv

Maariv (Hebreeuws: מעריב -  avond) is een centrumrechts, maar geheel onafhankelijk Israëlisch dagblad. De krant ontstond in 1948, nadat een groep journalisten inclusief de hoofdredacteur vertrok bij Yediot Ahronot en een nieuwe krant stichtte. Aanvankelijk had de nieuwe krant een grotere oplage, maar het tij keerde door de jaren heen.
Maariv is eigendom van de familie Nimrodi via het bedrijf Hachasharat Jesjoew. Yaakov Nimrodi is voorzitter van de krant. Hij bouwde zijn kapitaal op in Iran, voor de islamitische revolutie. De familie Nimrodi kocht de krant na het overlijden en faillissement van de Britse mediamagnaat Robert Maxwell, die achteraf een oplichter bleek te zijn. Ook tijdens de Nimrodi's werd Maariv - en in mindere mate ook de rivaal Yediot - geplaagd door illustere activiteiten, met name aftappingen. Zoon Ofer Nimrodi, oorspronkelijk advocaat en later redacteur, werd gedwongen af te treden van alle functies binnen de krant. Hij heeft een korte gevangenisstraf uitgezeten.
Tegenwoordig is de populaire publicist en schrijver Amnon Dankner hoofdredacteur. De krant is de tweede krant in Israël qua oplage, na Yediot Aharonot. Vooraanstaande medewerkers zijn publicist Dan Margalit (hij bracht ooit in Haaretz een affaire aan het rollen die leidde tot het aftreden van premier Yitzchak Rabin), politiek verslaggever Ben Kaspit, en televisie- en film-criticus Meir Shnitzer. De krant houdt over het algemeen een weinig hogere kwaliteit aan dan de aartsrivaal.
Het hoofdkantoor van de krant staat in Tel Aviv.